# Beth
『Beth』（ベス）は、2006年から2008年に講談社が発行した女性向け漫画雑誌。隔月刊（奇数月刊）で、発売日は前月（偶数月）の8日（日曜日の場合は7日）。

## 概要
2006年11月に創刊。『Kiss』の増刊誌。「女の子のための漫画×カルチャー誌」と銘打って、漫画だけにとどまらず、映画・美容などの情報や小説、エッセイ、コラムなども掲載された。購買ターゲット層は「可愛くて綺麗なもの・ことが好きで、少しオタク」な、キレイ系オタク。「Beth」という名のアメリカ人の女の子がイメージキャラクター。2008年1月8日発売の第8号をもって休刊となった。

## 主な執筆陣
- 岩岡ヒサエ
- 小川彌生
- カラスヤサトシ
- 木原敏江
- SEAMO
- 辛酸なめ子
- 谷川史子
- ひうらさとる
- 細川貂々
- 望月玲子